# Grand Prix Júnior de Patinação Artística no Gelo na França
O Grand Prix Júnior de Patinação Artística no Gelo na França é uma competição internacional de patinação artística no gelo de nível júnior. A competição é organizada pela União Internacional de Patinação (ISU), e disputado no outono, em alguns anos, como parte do Grand Prix Júnior de Patinação Artística no Gelo.

## Edições
| Ano  | Edição               | Cidade sede          | Júnior               | Júnior               | Júnior               | Júnior               | Ref                  |
| Ano  | Edição               | Cidade sede          | M                    | F                    | P                    | D                    | Ref                  |
| ---- | -------------------- | -------------------- | -------------------- | -------------------- | -------------------- | -------------------- | -------------------- |
| 1997 | 1.ª                  | Saint-Gervais        | •                    | •                    | •                    | •                    | [ 1 ]                |
| 1998 | 2.ª                  | Saint-Gervais        | •                    | •                    | •                    | •                    | [ 2 ]                |
| 1999 | Não houve competição | Não houve competição | Não houve competição | Não houve competição | Não houve competição | Não houve competição | Não houve competição |
| 2000 | 3.ª                  | Saint-Gervais        | •                    | •                    | •                    | •                    | [ 3 ]                |
| 2001 | Não houve competição | Não houve competição | Não houve competição | Não houve competição | Não houve competição | Não houve competição | Não houve competição |
| 2002 | 4.ª                  | Courchevel           | •                    | •                    | •                    | •                    | [ 4 ]                |
| 2003 | Não houve competição | Não houve competição | Não houve competição | Não houve competição | Não houve competição | Não houve competição | Não houve competição |
| 2004 | 5.ª                  | Courchevel           | •                    | •                    | •                    | •                    | [ 5 ]                |
| 2005 | Não houve competição | Não houve competição | Não houve competição | Não houve competição | Não houve competição | Não houve competição | Não houve competição |
| 2006 | 6.ª                  | Courchevel           | •                    | •                    | –                    | •                    | [ 6 ]                |
| 2007 | Não houve competição | Não houve competição | Não houve competição | Não houve competição | Não houve competição | Não houve competição | Não houve competição |
| 2008 | 7.ª                  | Courchevel           | •                    | •                    | –                    | •                    | [ 7 ]                |
| 2009 | Não houve competição | Não houve competição | Não houve competição | Não houve competição | Não houve competição | Não houve competição | Não houve competição |
| 2010 | 8.ª                  | Courchevel           | •                    | •                    | –                    | •                    | [ 8 ]                |
| 2011 | Não houve competição | Não houve competição | Não houve competição | Não houve competição | Não houve competição | Não houve competição | Não houve competição |
| 2012 | 9.ª                  | Courchevel           | •                    | •                    | –                    | •                    | [ 9 ]                |
| 2013 | Não houve competição | Não houve competição | Não houve competição | Não houve competição | Não houve competição | Não houve competição | Não houve competição |
| 2014 | 10.ª                 | Courchevel           | •                    | •                    | –                    | •                    | [ 10 ]               |
| 2015 | Não houve competição | Não houve competição | Não houve competição | Não houve competição | Não houve competição | Não houve competição | Não houve competição |
| 2016 | 11.ª                 | St. Gervais          | •                    | •                    | –                    | •                    | [ 11 ]               |

Legenda
- –  Evento não disputado neste ano

## Lista de medalhistas

### Individual masculino
| Evento                        | Ouro                               | Prata                                | Bronze                             |
| Saint-Gervais 1997 (detalhes) | Timothy Goebel · Estados Unidos    | Matthew Savoie · Estados Unidos      | David Jaschke · Alemanha           |
| Saint-Gervais 1998 (detalhes) | Vincent Restencourt · França       | Ryan Bradley · Estados Unidos        | Matthew Savoie · Estados Unidos    |
| 1999                          | Não houve competição               | Não houve competição                 | Não houve competição               |
| Saint-Gervais 2000 (detalhes) | Anton Smirnov · Rússia             | Nicholas Young · Canadá              | Marc Olivier Bosse · Canadá        |
| 2001                          | Não houve competição               | Não houve competição                 | Não houve competição               |
| Courchevel 2002 (detalhes)    | Alexander Shubin · Rússia          | Evan Lysacek · Estados Unidos        | Jordan Brauninger · Estados Unidos |
| 2003                          | Não houve competição               | Não houve competição                 | Não houve competição               |
| Courchevel 2004 (detalhes)    | Yannick Ponsero · França           | Andrei Lutai · Rússia                | Jérémie Colot · França             |
| 2005                          | Não houve competição               | Não houve competição                 | Não houve competição               |
| Courchevel 2006 (detalhes)    | Austin Kanallakan · Estados Unidos | Curran Oi · Estados Unidos           | Jeremy Ten · Canadá                |
| 2007                          | Não houve competição               | Não houve competição                 | Não houve competição               |
| Courchevel 2008 (detalhes)    | Michal Březina · República Tcheca  | Armin Mahbanoozadeh · Estados Unidos | Florent Amodio · França            |
| 2009                          | Não houve competição               | Não houve competição                 | Não houve competição               |
| Courchevel 2010 (detalhes)    | Andrei Rogozine · Canadá           | Jason Brown · Estados Unidos         | Max Aaron · Estados Unidos         |
| 2011                          | Não houve competição               | Não houve competição                 | Não houve competição               |
| Courchevel 2012 (detalhes)    | Jin Boyang · China                 | Jason Brown · Estados Unidos         | Ryuju Hino · Japão                 |
| 2013                          | Não houve competição               | Não houve competição                 | Não houve competição               |
| Courchevel 2014 (detalhes)    | Lee June-hyoung · Coreia do Sul    | Sota Yamamoto · Japão                | Alexander Samarin · Rússia         |
| 2015                          | Não houve competição               | Não houve competição                 | Não houve competição               |
| St. Gervais 2016 (detalhes)   | Roman Savosin · Rússia             | Ilia Skirda · Rússia                 | Koshiro Shimada · Japão            |

### Individual feminino
| Evento                        | Ouro                                | Prata                            | Bronze                           |
| Saint-Gervais 1997 (detalhes) | Elena Pingachova · Rússia           | Andrea Diewald · Alemanha        | Shelby Lyons · Estados Unidos    |
| Saint-Gervais 1998 (detalhes) | Irina Nikolaeva · Rússia            | Anna Jurkiewicz · Polônia        | Daria Timoshenko · Rússia        |
| 1999                          | Não houve competição                | Não houve competição             | Não houve competição             |
| Saint-Gervais 2000 (detalhes) | Kristina Oblasova · Rússia          | Susanne Stadlmüller · Alemanha   | Sarah Meier · Suíça              |
| 2001                          | Não houve competição                | Não houve competição             | Não houve competição             |
| Courchevel 2002 (detalhes)    | Carolina Kostner · Itália           | Alissa Czisny · Estados Unidos   | Signe Ronka · Canadá             |
| 2003                          | Não houve competição                | Não houve competição             | Não houve competição             |
| Courchevel 2004 (detalhes)    | Meagan Duhamel · Canadá             | Kimmie Meissner · Estados Unidos | Jessica Houston · Estados Unidos |
| 2005                          | Não houve competição                | Não houve competição             | Não houve competição             |
| Courchevel 2006 (detalhes)    | Ashley Wagner · Estados Unidos      | Megan Hyatt · Estados Unidos     | Stefania Berton · Itália         |
| 2007                          | Não houve competição                | Não houve competição             | Não houve competição             |
| Courchevel 2008 (detalhes)    | Kristine Musademba · Estados Unidos | Becky Bereswill · Estados Unidos | Diane Szmiett · Canadá           |
| 2009                          | Não houve competição                | Não houve competição             | Não houve competição             |
| Courchevel 2010 (detalhes)    | Polina Shelepen · Rússia            | Yasmin Siraj · Estados Unidos    | Rosa Sheveleva · Rússia          |
| 2011                          | Não houve competição                | Não houve competição             | Não houve competição             |
| Courchevel 2012 (detalhes)    | Elena Radionova · Rússia            | Rika Hongo · Japão               | Uliana Titushkina · Rússia       |
| 2013                          | Não houve competição                | Não houve competição             | Não houve competição             |
| Courchevel 2014 (detalhes)    | Evgenia Medvedeva · Rússia          | Rin Nitaya · Japão               | Amber Glenn · Estados Unidos     |
| 2015                          | Não houve competição                | Não houve competição             | Não houve competição             |
| St. Gervais 2016 (detalhes)   | Alina Zagitova · Rússia             | Kaori Sakamoto · Japão           | Rin Nitaya · Japão               |

### Duplas
| Evento                        | Ouro                                                                        | Prata                                                                       | Bronze                                                                      |
| Saint-Gervais 1997 (detalhes) | Svetlana Nikolaeva · Alexei Sokolov · Rússia                                | Natalie Vlandis · Jered Guzman · Estados Unidos                             | Stefanie Weiss · Matthias Bleyer · Alemanha                                 |
| Saint-Gervais 1998 (detalhes) | Julia Obertas · Dmytro Palamarchuk · Ucrânia                                | Viktoria Shklover · Valdis Mintals · Estônia                                | Jaisa MacAdam · Garrett Lucash · Estados Unidos                             |
| 1999                          | Não houve competição                                                        | Não houve competição                                                        | Não houve competição                                                        |
| Saint-Gervais 2000 (detalhes) | Kristen Roth · Michael McPherson · Estados Unidos                           | Svetlana Nikolaeva · Pavel Lebedev · Rússia                                 | Viktoria Shklover · Valdis Mintals · Estônia                                |
| 2001                          | Não houve competição                                                        | Não houve competição                                                        | Não houve competição                                                        |
| Courchevel 2002 (detalhes)    | Carla Montgomery · Ryan Arnold · Canadá                                     | Elena Riabchuk · Stanislav Zakharov · Rússia                                | Anastasia Kuzmina · Stanislav Evdokimov · Rússia                            |
| 2003                          | Não houve competição                                                        | Não houve competição                                                        | Não houve competição                                                        |
| Courchevel 2004 (detalhes)    | Mariel Miller · Rockne Brubaker · Estados Unidos                            | Arina Ushakova · Alexander Popov · Rússia                                   | Brooke Castile · Benjamin Okolski · Estados Unidos                          |
| 2005–2016                     | Não houve competição; 2006, 08, 10, 12, 14 e 16 não houve disputa de duplas | Não houve competição; 2006, 08, 10, 12, 14 e 16 não houve disputa de duplas | Não houve competição; 2006, 08, 10, 12, 14 e 16 não houve disputa de duplas |

### Dança no gelo
| Evento                        | Ouro                                             | Prata                                                     | Bronze                                              |
| Saint-Gervais 1997 (detalhes) | Flavia Ottaviani · Massimo Scali · Itália        | Zita Gebora · Andras Visontai · Hungria                   | Julia Golovina · Denis Egorov · Rússia              |
| Saint-Gervais 1998 (detalhes) | Tetyana Kurkudym · Yuriy Kocherzhenko · Ucrânia  | Jamie Silverstein · Justin Pekarek · Estados Unidos       | Nelly Gourvest · Cédric Pernet · França             |
| 1999                          | Não houve competição                             | Não houve competição                                      | Não houve competição                                |
| Saint-Gervais 2000 (detalhes) | Alla Beknazarova · Yuriy Kocherzhenko · Ucrânia  | Lucie Kadlčáková · Hynek Bílek · República Tcheca         | Marielle Bernard · Damien Biancotto · França        |
| 2001                          | Não houve competição                             | Não houve competição                                      | Não houve competição                                |
| Courchevel 2002 (detalhes)    | Oksana Domnina · Maxim Shabalin · Rússia         | Christina Beier · William Beier · Alemanha                | Melissa Piperno · Liam Dougherty · Canadá           |
| 2003                          | Não houve competição                             | Não houve competição                                      | Não houve competição                                |
| Courchevel 2004 (detalhes)    | Morgan Matthews · Maxim Zavozin · Estados Unidos | Tessa Virtue · Scott Moir · Canadá                        | Pernelle Carron · Edouard Dezutter · França         |
| 2005                          | Não houve competição                             | Não houve competição                                      | Não houve competição                                |
| Courchevel 2006 (detalhes)    | Ekaterina Bobrova · Dmitri Soloviev · Rússia     | Madison Hubbell · Keiffer Hubbell · Estados Unidos        | Élodie Brouiller · Benoît Richaud · França          |
| 2007                          | Não houve competição                             | Não houve competição                                      | Não houve competição                                |
| Courchevel 2008 (detalhes)    | Maia Shibutani · Alex Shibutani · Estados Unidos | Kharis Ralph · Asher Hill · Canadá                        | Lucie Myslivečková · Matěj Novák · República Tcheca |
| 2009                          | Não houve competição                             | Não houve competição                                      | Não houve competição                                |
| Courchevel 2010 (detalhes)    | Alexandra Stepanova · Ivan Bukin · Rússia        | Anastasia Cannuscio · Colin McManus · Estados Unidos      | Evgenia Kosigina · Nikolai Moroshkin · Rússia       |
| 2011                          | Não houve competição                             | Não houve competição                                      | Não houve competição                                |
| Courchevel 2012 (detalhes)    | Gabriella Papadakis · Guillaume Cizeron · França | Valeria Zenkova · Valerie Sinitsin · Rússia               | Madeline Edwards · Zhao Kai Pang · Canadá           |
| 2013                          | Não houve competição                             | Não houve competição                                      | Não houve competição                                |
| Courchevel 2014 (detalhes)    | Alla Loboda · Pavel Drozd · Rússia               | Madeline Edwards · Zhao Kai Pang · Canadá                 | Anastasia Shpilevaya · Grigory Smirnov · Rússia     |
| 2015                          | Não houve competição                             | Não houve competição                                      | Não houve competição                                |
| St. Gervais 2016 (detalhes)   | Angélique Abachkina · Louis Thauron · França     | Christina Carreira · Anthony Ponomarenko · Estados Unidos | Sofia Polishchuk · Alexander Vakhnov · Rússia       |